# Radical 105
Le radical 105, qui signifie empreintes de pas, est un des 23 des 214 radicaux chinois répertoriés dans le dictionnaire de Kangxi composés de cinq traits.
Le caractère Unicode de 癶 est 7676.

## Caractères avec le radical 105
| nombre de traits          | caractères |
| ------------------------- | ---------- |
| Sans trait supplémentaire | 癶         |
| 3 traits supplémentaires  | 癷         |
| 4 traits supplémentaires  | 癸 癹 発   |
| 7 traits supplémentaires  | 登 發      |